# 1992 en France
Chronologie de la France
- 1988
- 1989
- 1990
- 1991
- 1992
- 1993
- 1994
- 1995
- 1996

Cet article présente les faits marquants de l'année 1992 en France.

## Événements

### Janvier
- 3 janvier :
  - loi no 92-3 sur l'eau[1].
  - le gouvernement annonce un plan d'accompagnement social des décentralisations d'emplois publics[2].
- 6 janvier : fusion des radios Maxximum et Metropolys et débuts des programmes de la radio M40[3].
- 9 janvier : Laurent Fabius remplace Pierre Mauroy comme premier secrétaire du Parti socialiste[4].
- 14 janvier :
  - perquisition du juge Renaud Van Ruymbeke au siège du PS[5].
  - conférence de presse du président François Mitterrand au Luxembourg. Il qualifie le putsch de l'armée en Algérie « d'acte pour le moins anormal »[6].
- 15 janvier : relance de l'affaire Urba-Sages sur le financement du PS[4].

Catastrophe du mont Sainte-Odile.

- 20 janvier : crash du Mont Sainte-Odile. Un Airbus A320 s'écrase près du mont Sainte-Odile faisant 87 morts[7].
- 22 janvier : Henri Emmanuelli remplace Laurent Fabius à la présidence de l'Assemblée Nationale[4].
- 29 janvier : affaire Habache. L'hospitalisation à Paris du chef du Front populaire de libération de la Palestine, Georges Habache, déclenche une crise politique[4]. Georgina Dufoix doit démissionner le 3 février de la présidence de la Croix-Rouge[8].
- 31 janvier : Louis Viannet remplace Henri Krasucki à la tête de la CGT[4].

### Février
- 4 février :  la commission de la carte d'identité des journalistes professionnels lance un appel à la « vigilance » en matière déontologique[9].
- 7 février : 
  - signature du traité de Maastricht qui sera ratifié par voie référendaire le 20 septembre[10].
  - les Restos du cœur sont reconnus d'utilité publique[11].
- 8 février : ouverture des XVIe Jeux olympiques d'hiver à Albertville en Savoie. La cérémonie d'ouverture est signée Philippe Decouflé. Elle marque un tournant dans les cérémonies d'ouverture et de clôture des Jeux olympiques[12].

### Mars
- 16 mars : un train transportant des matières chimiques dangereuses déraille en gare d'Aix-les-Bains[13].
- 19 mars : manifestation nationale des lycéens à Paris contre le projet Jospin de réforme universitaire[4].
- 22 et 29 mars : recul du PS aux élections régionales et cantonales[4].
- 27 mars : fermeture de l'usine Renault de l'île Seguin à Boulogne-Billancourt[14].

### Avril
- 2 avril : démission de la première ministre française Édith Cresson remplacée par Pierre Bérégovoy qui forme le Gouvernement[10].
- 8 avril : annonce de la mise en place d'un moratoire sur les essais nucléaires français par François Mitterrand[15].
- 10 avril : arrêt Époux V.du  Conseil d'État qui admet que toute faute est de nature à engager la responsabilité de l'hôpital[16].
- 12 avril :
  - La Cinq cesse d'émettre[17].
  - Euro Disney Resort est inauguré[10].
- 13 avril : non-lieu de la chambre d'accusation de Paris dans l'affaire Touvier[10].

### Mai
- 5 mai : une tribune du stade Armand-Cesari de Furiani s'effondre lors de la demi-finale de la Coupe de France faisant 18 morts et plus de 2 200 blessés[10].
- 6 mai : scission de la Fédération de l'Éducation nationale (FEN).  Le SNES et le SNEP sont exclus et vont  créer la Fédération syndicale unitaire (FSU)[18].
- 20 mai : le ministre de la Ville Bernard Tapie présente au Conseil des ministres une série de mesures en faveur des banlieues[10].
- 21 mai : la réforme de la politique agricole commune est adoptée[10].
- 26 mai : le chômage atteint la « barre » de 10 % de la population active[19].
- 30 mai : les premières émissions de la chaîne culturelle Arte sont retransmises en France et en Allemagne par satellite[17].

### Juin
- 2 juin : refus de ratifier le traité de Maastricht par les électeurs danois[20].
- 13 juin : signature d'un protocole d'accord entre le ministre de l'Éducation nationale Jack Lang et le secrétaire général de l'enseignement catholique, Max Cloupet destiné régler le contentieux entre l'État et l'enseignement privé sous contrat[21].
- 22 juin-5 août : procès du « sang contaminé », mettant en cause des ministres et des responsables de la santé chargés du dossier du Sida[22].
- 25 juin : loi constitutionnelle ; « La langue (officielle) de la république (Française) est le Français » est ajouté à l'article 2 de la constitution de 1958[23].
- 29 juin :
  - violentes manifestations des transporteurs routiers contre le permis à points[24].
  - François Léotard est inculpé d'« ingérence, trafic d'influence et corruption » dans l'affaire de Port-Fréjus[21].

### Juillet
- 1er juillet :
  - massacre de Besançon. Un ancien salarié de Bourgeois Découpage pénètre dans l'usine et tue 7 personnes avant de se donner la mort[25].
  - entrée en vigueur du permis à points ; le nombre de points est porté de six à douze par un décret du 23 novembre[26].
  - débuts sur le marché français du téléphone portable cellulaire avec le réseau Itineris[27].
- 7 juillet : adoption définitive du nouveau Code pénal, promulgué par quatre lois du 22 juillet ; il entre en vigueur le 1er mars 1994[10].
- 8 juillet : création de la carte à puce bancaire[28].
- 10-12 juillet : congrès extraordinaire du PS à Bordeaux[29]. Michel Rocard est désigné « candidat naturel » du PS pour la prochaine élection présidentielle française[21].
- 13 juillet : une loi sur l'environnement vise à la suppression de 6 000 décharges publiques d'ici 2002 pour faire place au traitement des déchets[30].

### Août
- 19 août : comité interministériel sur la Corse. Le gouvernement annonce des mesures pour combattre la criminalité en Corse[10].

### Septembre
- 7 septembre : naissance de France Télévision. Antenne 2 devient France 2 et FR3 devient France 3[17].
- 11 septembre : Le Président François Mitterrand subit sa première opération de la prostate à l'hôpital Cochin ; le 16 septembre, son cancer est rendu public[31].
- 14 septembre :
  - création du Plan d'épargne en actions (PEA)[32].
  - inculpation de Henri Emmanuelli pour recel et complicité de trafic d'influence, en tant qu'ancien trésorier du Parti socialiste, par le juge Renaud Van Ruymbeke dans le cadre de l'affaire Urba[33].
- 20 septembre : référendum français sur le traité de Maastricht ; le traité est approuvé à une majorité de 51 %[20].
- 22 septembre : inondation de Vaison-la-Romaine[2] ; crue de l'Ouvèze (42 morts et 5 disparus dont la majorité à Vaison-la-Romaine).
- 28 septembre : lancement de « Arte », chaîne culturelle franco-allemande, sur le 5e réseau hertzien[17].

### Octobre
- 2 octobre : René Monory est élu président du Sénat en remplacement d'Alain Poher[10].
- 5 octobre : Renault présente la Twingo au Mondial de l'automobile de Paris[34].
- 20 octobre : l'opération « Les enfants de France pour la Somalie » est lancée dans les établissements scolaires français[35].
- 23 octobre : condamnation à des peines de prison de deux responsables dans l'affaire du sang contaminé[22], Michel Garretta et Jean-Pierre Allain ; l'opposition tente de mettre en cause l'ancien premier ministre Laurent Fabius.

### Novembre
- 1er novembre : la loi Évin contre le tabagisme et la publicité sur l'alcool entre en vigueur[2].
- 5 novembre : deux loups ont été officiellement aperçus dans les Alpes-Maritimes, dans le parc national du Mercantour en provenance d'Italie[36]. Il est couramment dit et écrit que le dernier loup abattu en France l’a été dans le Limousin en 1937[37].
- 9 novembre : François Mitterrand annonce un projet de réforme constitutionnelle comportant une réforme de la Haute Cour de justice (création de la Cour de justice de la République), des dispositions tendant à réduire la durée du mandat présidentiel, à clarifier les relations entre l’exécutif et le Parlement, à assurer l’indépendance de la justice, à étendre le champ du référendum et la saisine du Conseil constitutionnel[38].
- 27 novembre : la Cour de Cassation renvoie Paul Touvier devant la justice[10].
- 25 novembre : les projets de loi sur les dons d'organes et à la procréation médicalement assistée sont adoptés par les députés[2].
- 30 novembre : Habib Ben Ali, frère du président tunisien, est condamné par défaut à dix ans de prison par le tribunal correctionnel de Paris dans le cadre de l'affaire dite de la couscous connection[39].

### Décembre
- 2 décembre : création d'un Comité consultatif pour la révision de la Constitution[40].
- 16 décembre : casse de la Banque de France de Toulon[41].
- 19 décembre : adoption du nouveau code de procédure pénale[10].
- 23 décembre : adoption d'un texte annulant les procédures de licenciement non accompagnées de plan de reclassement[4].
- 24 décembre : retour de Bernard Tapie au gouvernement[4].
- 31 décembre : taxe sur les nuisances sonores aériennes[42].

## Naissances en 1992
- 10 février : Pauline Ferrand-Prévot, cycliste française.
- 8 juillet : Norman Nato, pilote automobile français.
- 3 octobre : Lyna Khoudri, actrice franco-algérienne
- 25 octobre : Clarisse Agbegnenou, judoka française.

## Décès en 1992
- 14 mars : Jean Poiret, 65 ans, acteur, réalisateur et scénariste français. (° 17 août 1926)
- 12 mai : Jacqueline Maillan, 69 ans, actrice française. (° 11 janvier 1923)
- 29 juin : Pierre Billotte, 86 ans, militaire et homme politique français (° 8 mars 1906).
- 2 août : Michel Berger, artiste-compositeur-interprète.
- 19 septembre : Jacques Pic, 59 ans, chef restaurateur de haute gastronomie français (° 31 octobre 1932).